# Lillsjön (Hällestads socken, Östergötland, 651667-148990)
Lillsjön är en sjö i Finspångs kommun i Östergötland och ingår i Motala ströms huvudavrinningsområde.